# Mary Harrison (artiste)
Pour les articles homonymes, voir Mary Harrison et Harrison.
Marie Harrison, née en 1788, et morte le 25 novembre 1875, est une peintre anglaise de fleurs et de fruits, et illustratrice. Elle est devenue populairement appelée le Peintre de Rose et d'Onagre. Elle est aussi connue sous les noms de Mary P. Harrison et Mary Rossiter Harrison.

## Biographie
Née Mary P. Rossiter, à Liverpool, elle est la fille de William Rossiter, un fabricant de chapeaux prospère de Stockport et de Liverpool. Elle est une artiste amateure talentueuse dès son plus jeune âge, mais, de l'avis général, elle a reçoit peu d'encouragements de ses parents, ayant même dû improviser des pinceaux à partir de mèches de ses propres cheveux, et maquiller les pigments des produits ménagers; elle pratique son art en copiant à partir d'estampes d'art. Elle doit aussi s'occuper de sa mère et de sa sœur invalides, ce qui laisse peu de temps pour peindre.
En 1814, elle épouse William Harrison et visite la France pour leur lune de miel. Pendant son séjour à Paris, elle obtient l'autorisation de copier des tableaux au musée du Louvre - elle est la première femme anglaise qui obtient ce privilège. Son fils aîné naît à Amiens, quelques mois avant la Bataille de Waterloo, et elle doit retourner à la maison à la hâte en 1815.
S'installant de nouveau à Liverpool, son mari, qui était jusque-là confortablement installé, devient partenaire dans une brasserie, dans laquelle il perd une grande partie de sa fortune en 1830. Sa santé se détériore également à la même époque, et Mary doit déployer ses talents artistiques pour subvenir aux besoins de sa famille. Elle devient professeure d'art populaire à Liverpool, Chester, et dans le district environnant. En 1829, elle arrive à Londres, et sur la fondation en 1831 de la New Society of Painters in Watercolours, elle devient l'un des membres fondateurs de la New Society of Painters in Watercolours. En plus d'exposer à la Watercolour society gallery à Londres pendant plus de 40 ans, elle expose également ses œuvres à la Royal Academy, British Institution et de la Royal Society of British Artists.
Son art, bien que de portée limitée, est d'une nature très délicate et raffinée. Ses morceaux de fruits et de fleurs portent des marques indubitables de goût, de sentiment et d'observation de la nature. Ses premières œuvres, dans les années 1810, sont des spécimens détachés de fruits, des brins coupés de fleurs de jardin ou de fleurs sauvages, et parfois des nids d'oiseaux. Au fur et à mesure qu'elle progresse, elle peint des plantes vivantes, surtout des fleurs sauvages, représentant des violettes, cowslips, des anémones de bois, des primevères, des perce-neige, des crocus et les plus belles roses, dans sa réserve annuelle d'œuvres pour des expositions d'art. Elle expose plus de 50 tableaux au total.
L'œuvre de Harrison devient très recherchée et elle est connue sous le nom de « peintre de roses et d'onagre ». Au cours de sa vie, deux de ses œuvres sont achetées par la Reine Victoria. Son œuvre la plus connue est probablement The History of a Primrose (1862) exécutée en trois panneaux représentant « enfance, maturité, décrépitude ». Elle fournit également des illustrations pour la revue Curtis's Botanical Magazine.
Mary travaille jusqu'au dernier jour de sa vie, mourant à Hampstead, à Londres, le 25 novembre 1875, à l'âge de 88 ans.
De ses enfants, George Henry Harrison (1816-1846) est un peintre paysagiste professionnel; le fils aîné, William Frederick Harrison (1815-1880) est un bon peintre amateur qui expose à l'Académie royale et dans d'autres galeries. Deux de ses filles, Maria (fl. 1845-93) et Harriet deviennent également peintres.